# Khu truyền giáo của dòng Fran-xít ở Sierra Gorda
21°12′16″B 99°27′51″T / 21,20444°B 99,46417°T
Khu truyền giáo của dòng Fran-xít ở Sierra Gorda nằm ở tiểu bang Querétaro, México được UNESCO công nhận là Di sản thế giới năm 2003. Trung tâm truyền giáo này được thành lập bởi tu sĩ Junípero Serra của dòng Fran-xít, người đồng thời thiết lập khu truyền giáo quan trọng ở Alta California.
Quần thể di tích bao gồm 5 trung tâm truyền giáo là: Santiago de Jalpan và Nuestra Señora de la Luz de Tancoyol ở Jalpan; Santa María del Agua de Landa và San Francisco del Valle de Tilaco ở Landa và San Miguel Concá ở Arroyo Seco. Đây là các trung tâm truyền giáo quan trọng nhất vì mang phong cách kiến trúc "Mestizo Baroque", cho thấy sự ảnh hưởng đáng kể của những người Pame bản địa châu Mỹ là những người đã xây dựng lên.

## Địa lý
Sierra Gorda là vùng sinh thái ở phía bắc bang Querétaro và mở rộng vào các tiểu bang láng giềng khác là Guanajuato, Hidalgo và San Luis Potosí. Khu vực nằm trên một nhánh của dãy Sierra Madre Oriental bao gồm một loạt các đỉnh núi chạy theo hướng tây bắc đến đông nam. Tại Querétaro, hệ sinh thái kéo dài từ trung tâm bang từ các đô thị San Joaquín, Cadereyta de Montes và bao trùm toàn bộ Peñamiller, Pinal de Amoles, Jalpan de Serra, Landa de Matamoros và Arroyo Seco với tổng diện tích là 250 km vuông.
Sierra Gorda được đánh dấu bằng khu vực có địa hình chắc chắn với những hẻm núi dốc dựng đứng. Độ cao dao động từ 300 mét so với mực nước biển tại hẻm núi Río Santa María ở Jalpan đến độ cao 3.100 mét tại đỉnh Cerro de la Pingüica ở Pinal de Amoles. Phạm vi môi trường sống từ các cánh rừng thông, sồi trên các đỉnh núi cho đến các khu vực trồng mía đường trong hẻm núi sâu. Về phía đông là những khu rừng rụng lá trong khi về phía tây là cao nguyên Mexico với sa mạc và bán sa mạc.

## Lịch sử

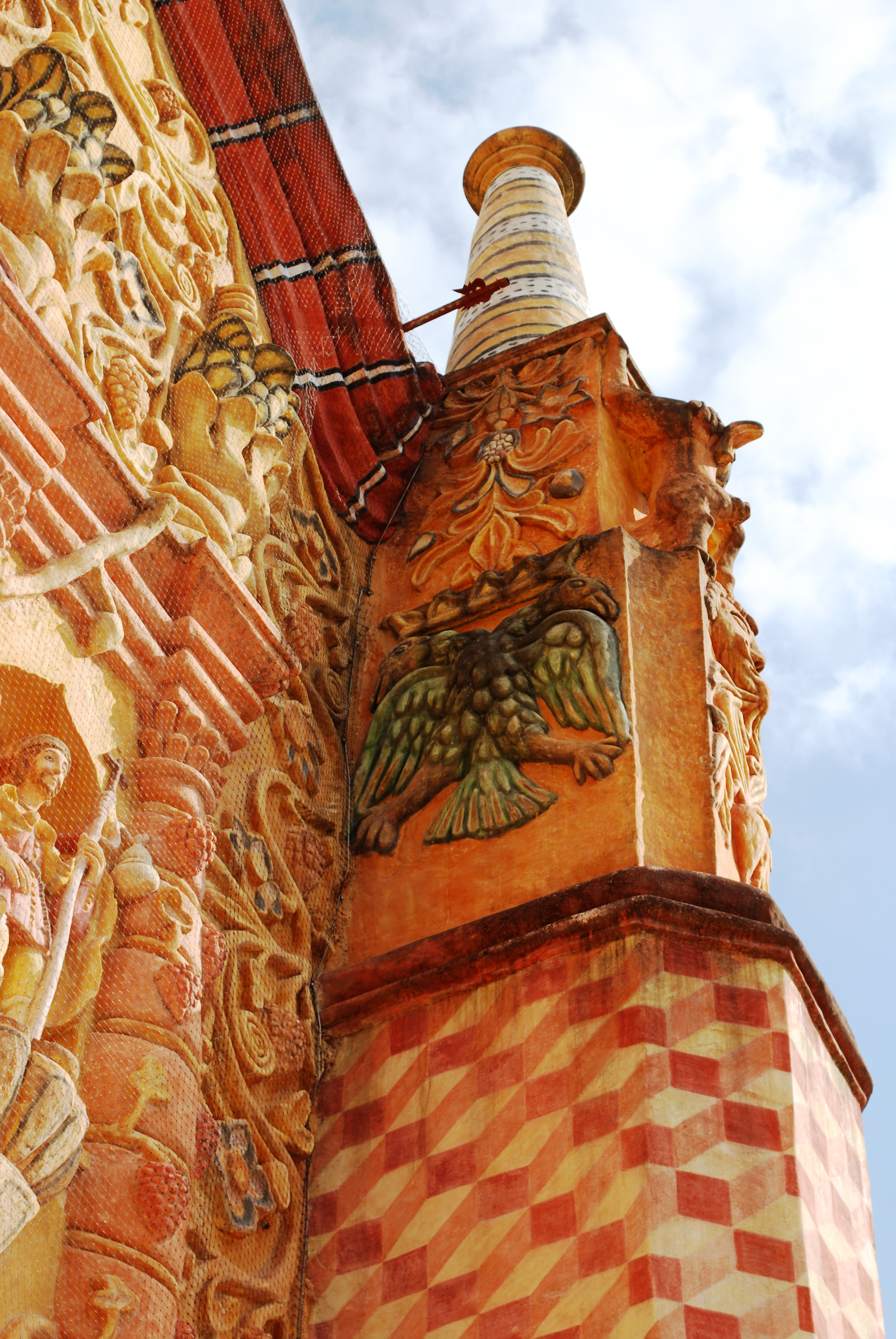
Đại bàng hai đầu đánh dấu mặt tiền của khu truyền giáo Concá.

Mặc dù đã có một số thành phố xây dựng tại khu vực này trong thời kỳ tiền cổ điển từ giữa thế kỷ thứ 6 đến 10, nhưng các thành phố này đã bị bỏ hoang từ lâu trước khi người Tây Ban Nha đến trong thế kỷ 16. Tại thời điểm này, các dân tộc bản địa của khu vực đã trở thành bán thợ săn và du mục, chẳng hạn như Pames, Ximpeces Guachichils và Jonaz, thường được gọi chung là những người Chichimecas. Ngoài ra, những người Otomi và Huasteca cũng được tìm thấy tại đây. Người tây Ban Nha thống trị vùng đất xa về phía tây và phía đông của Sierra Gorda (ngày nay ở các bang Guanajuato và Hidalgo), nhưng không thể chi phối khu vực trung tâm những gì bây giờ là Querétaro. Điều này là do địa hình gồ ghề cùng sự kháng cự mãnh liệt, đặc biệt là từ những người Jonaz.
Những nỗ lực để thống trị khu vực bao gồm truyền giáo, nhưng nhiều trong số đó đã thất bại vào khoảng thời gian trước giữa thế kỷ 18. Trong suốt thế kỷ 16 và 17, đã có những nỗ lực để truyền giáo tại Sierra Gorda của Querétaro của Augustinô, Dòng Phan Sinh và Dòng Đa Minh. Tuy nhiên, gần như tất cả các khu truyền giáo đã không bao giờ hoàn thành hoặc đã bị phá hủy ngay sau khi được xây dựng bởi các cộng đồng bản địa. Ví dụ nổi tiếng nhất là khu truyền giáo Bucareli nằm trong cộng đồng Puerto de Tejamanil trong khu đô thị của Pinal de Amoles. Được thành lập năm 1797 bởi tu sĩ dòng Phan Sinh là Juan Guadalupe Soriano nhằm truyền giáo tới những người Jonaz địa phương. Tên đầy đủ của nó là Purisima Concepción de Bucarelí. Nó không bao giờ được hoàn thành, và chỉ một phần của tu viện, các mỏ và nhà thờ nhìn thấy được. Vào ngày 4 tháng 2, đoàn thể trong danh dự của Phanxicô thành Assisi được thực hiện ở đây, trong một nhà nguyện nhỏ không có mái che. Khu truyền giáo đã hoàn toàn bị bỏ rơi trong cuộc Cách mạng Mexico vào năm 1914 và việc xây dựng chính thức bị đình chỉ vào năm 1926.
Năm 1740, chính quyền thực dân đã quyết định tiêu diệt sự kháng cự của những người bản địa ở đây để bảo vệ các tuyến đường thương mại tới Guanajuato và Zacatecas. Điều này đã được thực hiện dưới sự chỉ huy của José de Escandon, và lên đến đỉnh điểm trong trận chiến Media Luna, họ đã đánh bại những người Jonaz và Ximpeces. José de Escandon trong thập niên 1740 cho phép việc xây dựng các khu truyền giáo thường trực ở trung tâm của Sierra Gorda. Tuy nhiên, 5 khu truyền giáo đã được tu sĩ Phan Sinh được chấp thuận để Junipero Serra xây dựng trên lãnh thổ của người Pame, như điều kiện để những người bản địa này chấp nhận sự thống trị của Tây Ban Nha. Người Tây Ban Nha đã quyết định đốt làng cũ của Pame và tái định cư cho họ xung quanh các khu truyền giáo để kiểm soát tốt hơn. Những người không chấp thuận hoặc là tự tử hoặc là lên sống ở vùng núi cao. Vị trí của các khu truyền giáo có mục đích chia tách khu vực trung tâm của Sierra Gorda và để mở đường vào San Luis Potosí.
Junipero Serra dành 8 năm về dự án xây dựng các khu truyền giáo cho đến năm 1770, khi một số sự kiện lịch sử, bao gồm cả việc trục xuất các tu sĩ Dòng Tên khiến ông buộc phải từ bỏ công việc. Ông sau đó đã di chuyển lên California. Từ đó cho đến cuối thế kỷ 20, những khu truyền giáo bị bỏ rơi, xuống cấp và hư hại. Điều này đặc biệt đúng trong cuộc Cách mạng Mexico với nhiều nhà thờ trong khu vực đã bị đóng cửa và một số con số nhà thờ Phan Sinh đã trở bị hủy hoại trong cuộc chiến.
Trong những năm 1980, một nhóm từ văn phòng của INAH tại Xilitla đã đến một trong số khu truyền giáo. Các nỗ lực để cứu những di tích này lên đến đỉnh điểm với việc chúng được công nhận là di sản thế giới vào năm 2003. Công việc phục hồi ban đầu về cấu trúc và ngoại thất của nhà thờ được bắt đầu vào năm 1980. Giữa năm 1991 và 1997, nội thất bàn thờ và các bức tranh đã được trùng tu. Công việc tiếp theo được tài trợ bởi nhà nước từ năm 1997 đến năm 2002, bao gồm các công việc tại quảng trường và tượng đài xung quanh. Chi phí phục hồi cho một mình khu truyền giáo tại Tancoyol đã tiêu tốn hơn ba triệu peso vào năm 2008. Nỗ lực để đưa quần thể Khu truyền giáo ở Sierra Gorda trở thành một di sản thế giới bắt đầu vào năm 2000 bởi một nhóm trí thức người Mexico trong đó có Tiến sĩ Miguel León Portilla. Nỗ lực mất 2,5 năm và cuối cùng đã thành công trong năm 2003, khi nó được thêm vào trong phiên họp thứ 27 của Ủy ban Di sản Thế giới. Tổ hợp 5 khu truyền giáo được thúc đẩy bởi các cơ quan du lịch bang như Ruta de las Misiones (Con đường truyền giáo).